# Conus mahogani
Conus mahogani е вид охлюв от семейство Conidae. Видът не е застрашен от изчезване.

## Разпространение
Разпространен е в Галапагоски острови, Гватемала, Еквадор, Колумбия, Коста Рика (Кокос), Мексико (Гереро, Долна Калифорния, Колима, Мичоакан, Наярит, Синалоа, Сонора, Халиско и Чиапас), Никарагуа, Панама, Перу, Салвадор и Хондурас.